# Дерби (фильм)
«Дерби» (англ. Derby) — — немой короткометражный документальный фильм Бирта Акреса. В отличие от большинства фильмов того времени, режиссёр снял фильм по новой методике, с использованием выдержки. Несмотря на то, что Эйкрз тогда не имел собственной студии, результат превзошёл все ожидания. Премьера фильма состоялась в Великобритании 29 мая 1895 года.

## Сюжет
Фильм показывает лошадей, которые участвуют в дерби.

## Текущее состояние
В последнее время фильм стал самым старым фильмом, который скачивают чаще всего. Фильм входит в сборник The Movies Begin — A Treasury of Early Cinema, 1894—1913.